# Estadio Gerhard Hanappi
El estadio Gerhard Hanappi era un estadio de fútbol ubicado en Hütteldorf, en el distrito 14 de Viena, al oeste de la capital austriaca. El estadio era propiedad de la ciudad de Viena, que lo arrendó al Rapid Viena, de la Bundesliga austríaca. Fue inaugurado oficialmente en 1977 como Weststadion (Estadio del Oeste). En abril de 1981 fue renombrado en honor al arquitecto que lo diseñó, el futbolista austriaco Gerhard Hanappi, quien se había hecho famoso como jugador nacional récord durante su época de futbolista en activo. Entre los hinchas el estadio era conocido como Sankt Hanappi (San Hanappi), en relación con el eslogan de los hinchas del Rapid: Rapid ist uns're Religion ("Rapid es nuestra religión").
Fue el estadio de la selección nacional de fútbol de Austria, incluidos los clasificatorios para el Campeonato Europeo de 1984 y los clasificatorios para la Copa Mundial de 1986. Pero, incluso después de eso, se jugaron partidos internacionales amistosos, así como la final de la Copa ÖFB ocho veces.
Tenía una capacidad para 17.500 espectadores, reducida desde los 19.600 originales después de que fuera remodelado entre 2001 y 2003.
Fue demolido entre octubre de 2014 y febrero de 2015, para levantar el nuevo Allianz Stadion a mediados de 2016. 

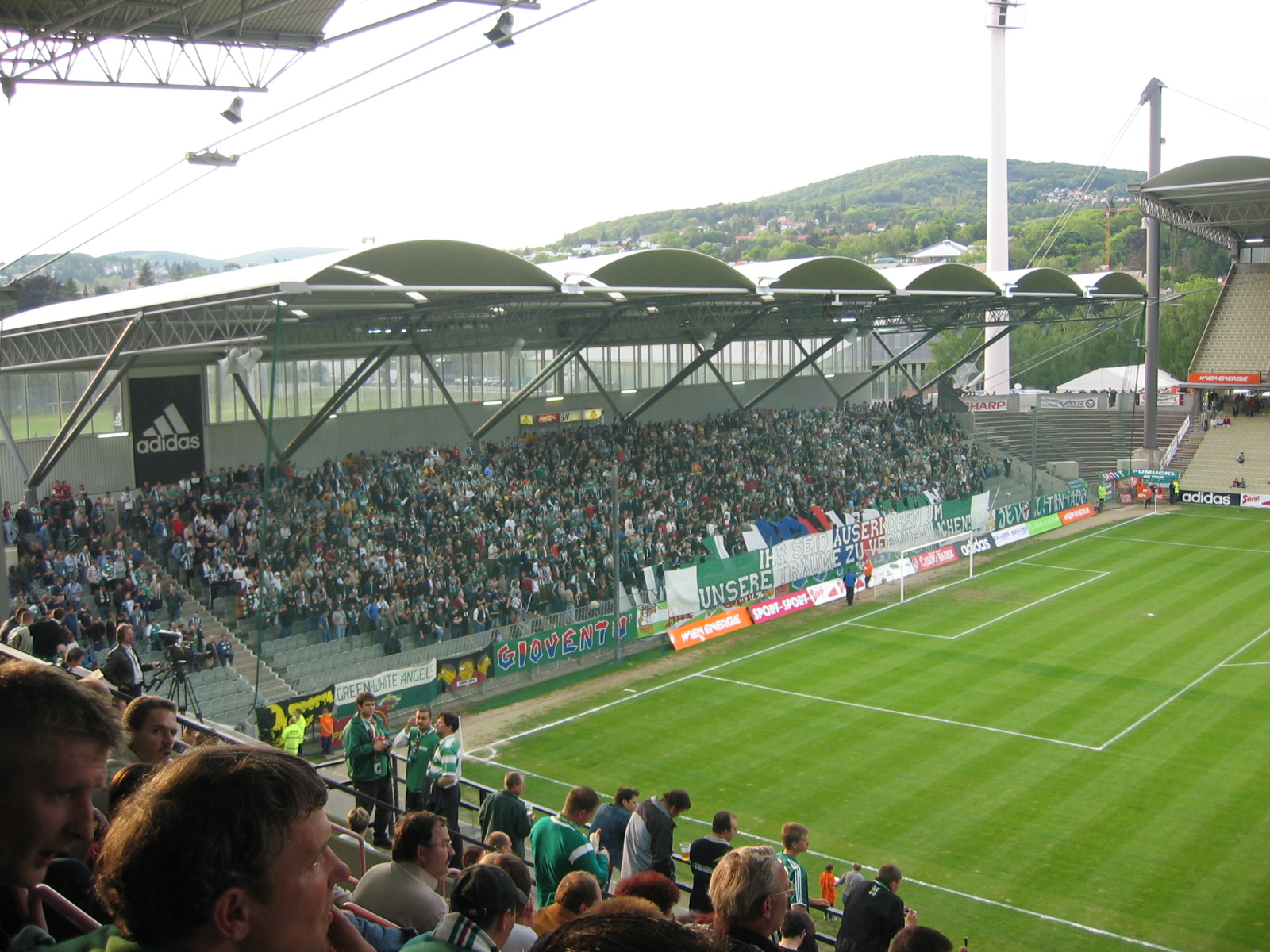
Gradería oeste
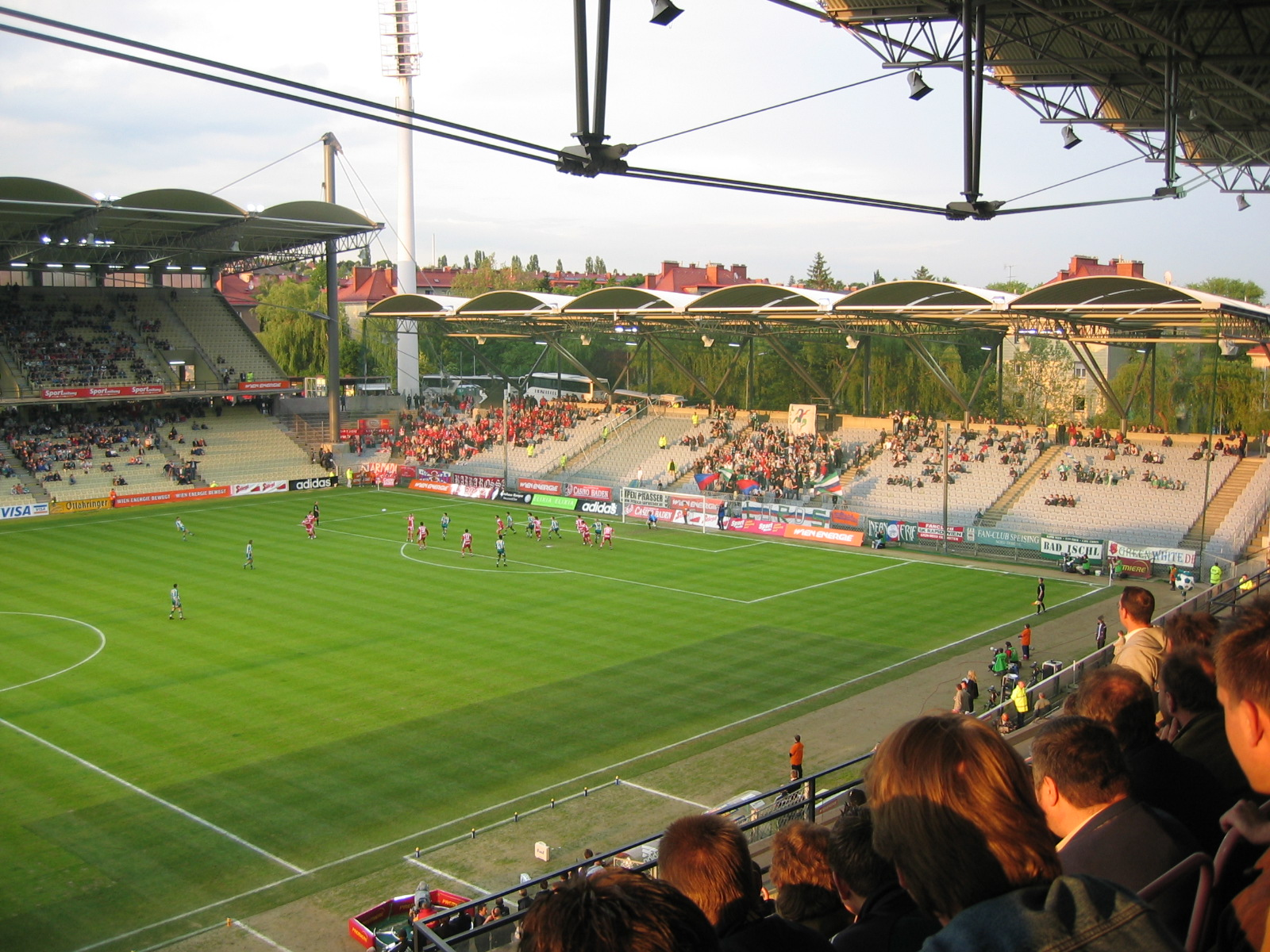
Gradería este
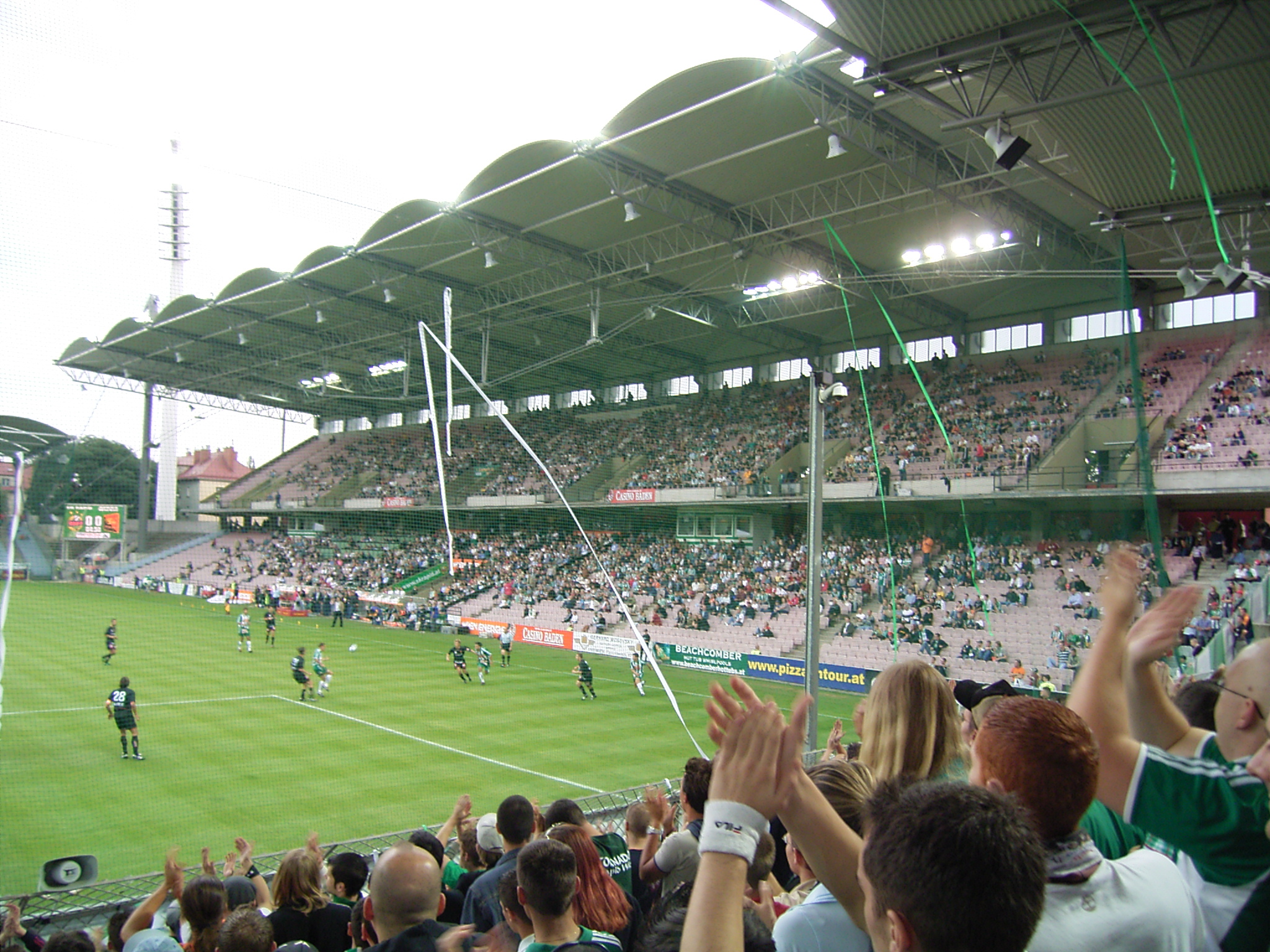
Gradería sur